# Закон Малюса

Закон Малюса — фізичний закон, що виражає залежність інтенсивності лінійно-поляризованого світла після його проходження через поляризатор від кута φ між площинами поляризації падаючого світла і поляризатора. Встановлено Е. Л. Малюсом 1810 року.
{\displaystyle I=k_{a}I_{0}{\cos }^{2}\varphi }
де {\displaystyle I_{0}} — інтенсивність падаючого на поляризатор світла, {\displaystyle I} — інтенсивність світла, що виходить з поляризатора, {\displaystyle k_{a}} — коефіцієнт пропускання поляризатора.
Світло з іншою (нелінійною) поляризацією може бути представлено як суму двох лінійно-поляризованих складових, до кожної з яких можна застосувати закон Малюса. Згідно із законом Малюса розраховуються інтенсивності світла, що проходить у всіх поляризаційних приладах, наприклад в поляризаційних фотометрах і спектрофотометрах. Втрати на відбиття, що залежать від φ і не враховуються законом Малюса, визначаються додатково.
Якщо на поляризатор падає природне світло, то інтенсивність світла, що вийшла з поляризатора {\displaystyle I} дорівнює половині природного {\displaystyle I_{0}}.
| Оптика | Це незавершена стаття з оптики. Ви можете допомогти проєкту, виправивши або дописавши її. |